# Voroshilov (cruzador)
Voroshilov (em russo: Ворошилов) foi um cruzador da classe Kirov do Projeto 26 da Frota Naval Militar Soviética que serviu durante a Segunda Guerra Mundial e na Guerra Fria. Ela bombardeou as tropas alemãs durante o cerco de Odessa antes de ser seriamente danificado em novembro de 1941 por bombardeiros alemães. Ao retornar dos reparos em março de 1942, ele apoiou as tropas soviéticas durante o cerco de Sebastopol, a operação Kerch-Feodosiya e os desembarques anfíbios em Novorossiysk no final de janeiro de 1943. Sua participação ativa na guerra terminou em outubro de 1943, quando três contratorpedeiros foram perdidos em ataques aéreos e Joseph Stalin proibiu missões usando grandes navios sem sua permissão. No pós-guerra, ele foi convertido em um navio de teste de mísseis antes de ser vendido como sucata em 1973.

## Descrição

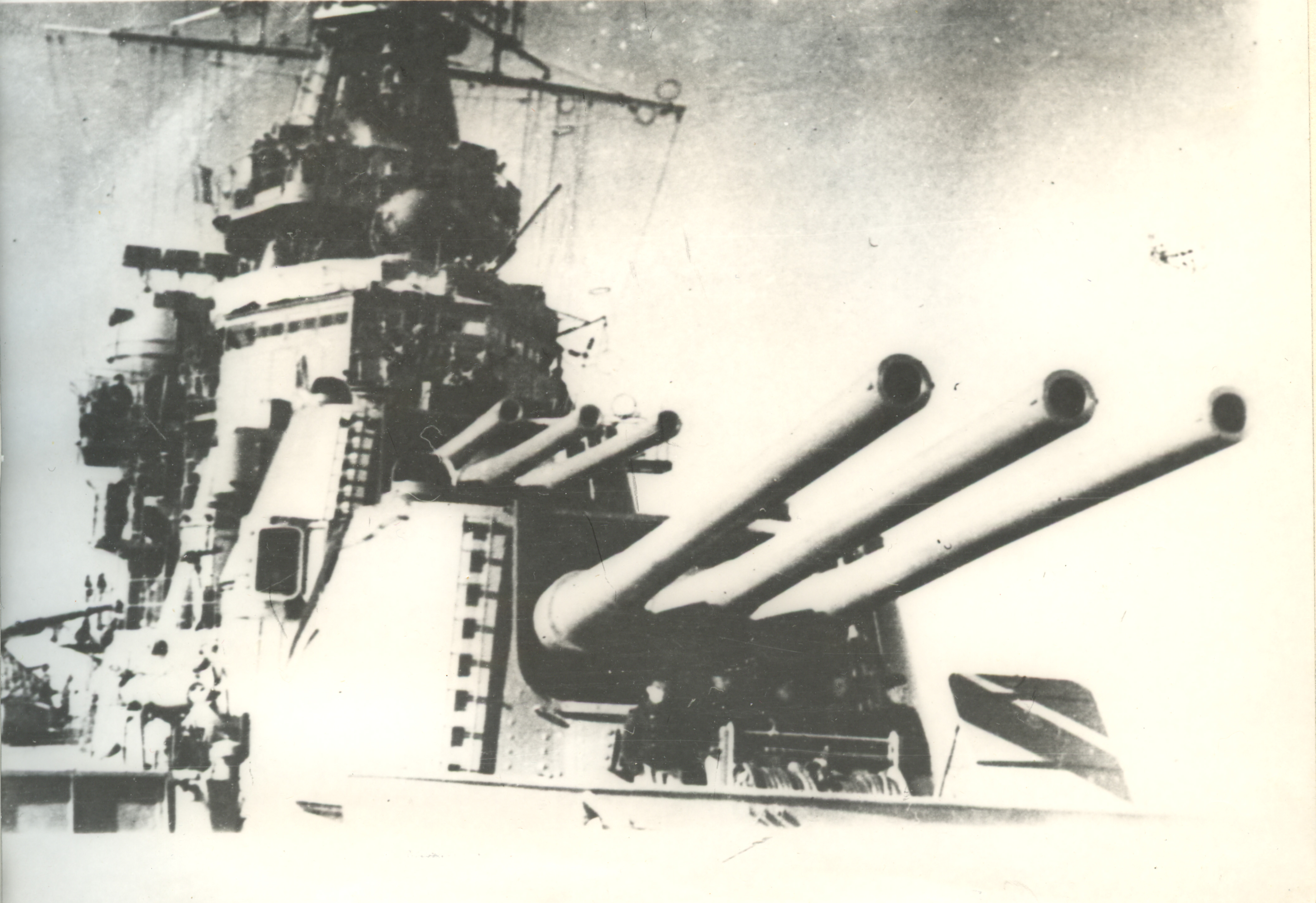
Bateria principal de Voroshilov, 1942

Voroshilov tinha 191,3 metros de comprimento, uma boca de 17,66 metros e um calado de 6,15 metros. Ele deslocou 7.890 toneladas em carga padrão e 9.436 toneladas em carga total. Suas duas turbinas a vapor provaram ser mais potentes do que o previsto, produzindo um total de 122.500 cavalos de potência no eixo (91.300 kW). Isso foi quase o suficiente para atingir a velocidade projetada do navio de 37 nós durante seus testes no mar, atingindo 36,72 nós (68,01 km/h), apesar de ter mais de 650 toneladas de excesso de peso.
Voroshilov carregava nove canhões B-1-P de 180 milímetros calibre 57 em três torres triplas MK-3-180 movidas a eletricidade. Seu armamento secundário consistia em seis canhões antiaéreos B-34 calibre 56 de 100 milímetros montados em cada lado do funil traseiro. Os canhões AA leves do navio consistiam em seis canhões AA 21-K semiautomáticos de 45 mm e quatro metralhadoras DK 12,7 mm. Seis tubos de torpedo 39-Yu de 533 milímetros foram montados em duas montagens triplas.

### Modificações em tempos de guerra
Quando a guerra estourou em 1941, Voroshilov não estava equipado com nenhum radar, mas ele recebeu vários radares Lend-Lease britânicos em 1944. Um tipo 284 e dois radares tipo 285 foram usados para controle de tiro da bateria principal. Um Tipo 291 foi usado para busca aérea, enquanto o controle de fogo antiaéreo foi fornecido por dois radares Tipo 282.

## Serviço
Voroshilov foi lançado no estaleiro Marti South em Nikolayev em 15 de outubro de 1935; o segundo do Projeto 26, para usar sua designação industrial, cruzadores da classe Kirov. Ele foi lançado em 28 de junho de 1937, mas teve que esperar a entrega de seu maquinário de fabricação soviética antes de ser concluído em 20 de junho de 1940. Em 26 de junho de 1941, Voroshilov cobriu contratorpedeiros soviéticos bombardeando Constanta, depois que os alemães atacaram a União Soviética, e foi levemente danificado por uma mina explodida pelos paravanes do contratorpedeiro Soobrazitelny. Ele bombardeou as tropas do Eixo perto de Odessa em 19 de setembro com 148 projéteis de 180 mm e foi transferida para Novorossiysk logo depois. Em 2 de novembro, o navio foi bombardeado no porto por bombardeiros Junkers Ju 88 de Kampfgeschwader 51. Ele foi atingido duas vezes; um acerto iniciou um incêndio no carregador nº 3 que foi extinto pela inundação do segundo acerto. Voroshilov teve que ser rebocado para Poti para reparos, que duraram até fevereiro de 1942. O navio também bombardeou as posições do Eixo perto de Feodosiya em 19 de março e 3 de abril de 1942, mas foi danificado por fragmentos de bombas de Ju 88s em 10 de abril e teve que retornar a Batumi para pequenos reparos.
Em 8 e 11 de maio, ele forneceu apoio de fogo às tropas soviéticas em Kerch e na Península de Taman. Em 27 de maio, uma de suas turbinas quebrou, enquanto ajudava a transferir a 9ª Brigada de Infantaria Naval de Batumi para Sebastopol, e precisou de reparos que duraram até 24 de julho de 1942.
Em 1º de dezembro de 1942, enquanto bombardeava a então romena Ilha das Serpentes junto com o contratorpedeiro Soobrazitelny, o cruzador foi danificado por minas romenas, mas conseguiu retornar a Poti para reparos por conta própria. Durante o breve bombardeio, ele disparou quarenta e seis projéteis de 180 mm e cinquenta e sete projéteis de 100 mm, que atingiram a estação de rádio, o quartel e o farol da ilha, mas não causaram perdas significativas. Depois que seus reparos foram concluídos, o navio forneceu apoio de artilharia naval para as forças soviéticas que desembarcaram atrás das linhas alemãs em Malaya Zemlya no final de janeiro de 1943. Em 17 de fevereiro, o navio foi transferido de Poti para Batumi.
Voroshilov foi retirado das operações ativas, no entanto, após a perda de três contratorpedeiros que tentavam interditar a evacuação alemã de Taman Bridgehead para um ataque aéreo em 6 de outubro de 1943. Essa perda fez com que Stalin proibisse o desdobramento de grandes unidades navais sem seu expresso permissão que não foi concedida durante o resto da guerra. O navio foi transferido para Novorossiysk em 18 de agosto de 1944 e para Sevastopol em 5 de novembro. Ele foi condecorado com a Ordem do Estandarte Vermelho em 8 de julho de 1945.

## Pós-Guerra

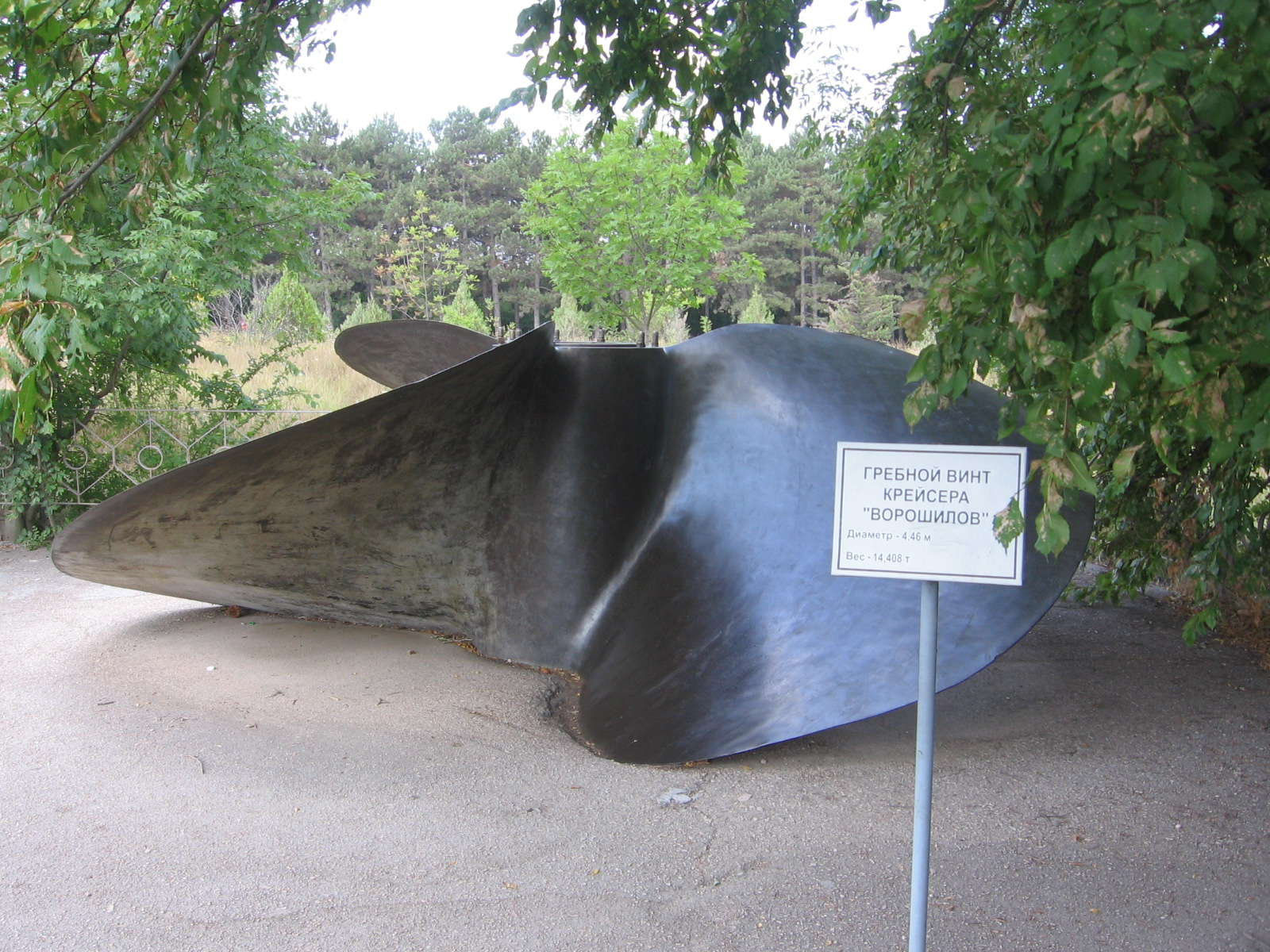
Hélice de 14 toneladas de Voroshilov em exibição em Sevastopol

Voroshilov foi inspecionado em 1946 e considerado insatisfatório, mas recebeu manutenção de rotina. Ele começou sua modernização pós-guerra em abril de 1954, mas a Marinha reavaliou o escopo do trabalho em 1955 e considerou insuficiente para criar um navio totalmente moderno. Ao contrário de seu meio-irmão Maxim Gorky, ele foi selecionado para conversão como teste para desenvolvimento de mísseis como Projeto 33 em 17 de fevereiro de 1956. O processo de conversão foi prolongado, pois seu armamento foi removido e ele recebeu uma superestrutura e mastros totalmente novos. Conseqüentemente, Voroshilov não foi recomissionado como OS-24 até 31 de dezembro de 1961. O navio foi modernizado sob o Projeto 33M de 11 de outubro de 1963 a 1º de dezembro de 1965. Sua conversão final foi para um quartel flutuante em 6 de outubro de 1972 e ele foi redesignado como PKZ-19 . Voroshilov foi vendido como sucata em 2 de março de 1973. A hélice de 14 toneladas de Voroshilov e a âncora de parada de 2,5 toneladas estão em exibição no Museu de Defesa Heroica e Libertação de Sebastopol na Montanha Sapun em Sebastopol.